# 2748 Patrick Gene
A 2748 Patrick Gene (ideiglenes jelöléssel 1981 JF2) a Naprendszer kisbolygóövében található aszteroida. Carolyn Shoemaker fedezte fel 1981. május 5-én.